# Kanton Annweiler
Der Kanton Annweiler (franz.: Canton de Anweiler) war eine von acht Verwaltungseinheiten, in die sich das Arrondissement Zweibrücken (franz.: Arrondissement de Deux-Pont) im Departement Donnersberg (franz.: Département du Mont-Tonnerre) gliederte. Der Kanton war in den Jahren 1798 bis 1814 Teil der Französischen Republik (1798–1804) und des Napoleonischen Kaiserreichs (1804–1814). Hauptort (Chef-lieu) war die heutige Stadt Annweiler am Trifels.
Nachdem die Pfalz 1816 zum Königreich Bayern gekommen war, wurden die Kantone zunächst beibehalten und waren Teile der Verwaltungsstruktur bis 1852.
Das Verwaltungsgebiet lag hauptsächlich im heutigen Landkreis Südliche Weinstraße teilweise auch im Landkreis Südwestpfalz sowie auf dem Gebiet der kreisfreien Stadt Landau in Rheinland-Pfalz.

## Gemeinden und Mairies
Nach amtlichen Tabellen aus den Jahren 1798 und 1811 gehörten zum Kanton Annweiler folgende Gemeinden, die verwaltungsmäßig Mairies zugeteilt waren (Ortsnamen in der damaligen Schreibweise); die Einwohnerzahlen (Spalte „EW 1815“) sind einer Statistik von 1815 entnommen; die Spalte „vor 1792 zugehörig“ nennt die landesherrliche Zugehörigkeit vor der französischen Inbesitznahme.
| Gemeinde                      | Mairie            | EW 1815 | vor 1792 zugehörig                 | Anmerkungen                                     |
| ----------------------------- | ----------------- | ------- | ---------------------------------- | ----------------------------------------------- |
| Albersweiler                  | Albersweiler      | 1.640   | hälftig Zweibrücken und Löwenstein |                                                 |
| Annweiler                     | Annweiler         | 1.758   | Pfalz-Zweibrücken                  | heute Stadt Annweiler am Trifels                |
| Bellenborn und Reisdorf       | Birkenhördt       | 128     | Kurpfalz                           | heute Gemeinde Böllenborn und Ortsteil Reisdorf |
| Bindersbach                   | Annweiler         | 163     | Fürst von Löwenstein-Wertheim      | seit 1956 Stadtteil von Annweiler am Trifels    |
| Birkenhördt                   | Birkenhördt       | 464     | Kurpfalz                           |                                                 |
| Birkweiler                    | Siebeldingen      | 488     | Kurpfalz                           |                                                 |
| Blankenborn                   | Birkenhördt       | 114     | Kurpfalz                           | seit 1971 Stadtteil von Bad Bergzabern          |
| Darrstein                     | Oberschlettenbach | 97      | Fürst von Leiningen-Dürkheim       | heute Gemeinde Darstein                         |
| Dimbach                       | Oberschlettenbach | 170     | Fürst von Leiningen-Dürkheim       |                                                 |
| Dörrenbach                    | Albersweiler      | 350     | Fürst von Löwenstein-Wertheim      | heute Gemeinde Dernbach                         |
| Euserthal                     | Ramberg           | 400     | Kurpfalz                           | heute Gemeinde Eußerthal                        |
| Göcklingen                    | Göcklingen        | 1.100   | Kurpfalz und Speyer                |                                                 |
| Godramstein                   | Siebeldingen      | 1.281   | Kurpfalz                           | seit 1972 Stadtteil von Landau in der Pfalz     |
| Gossersweiler                 | Schwanheim        | 456     | Kurpfalz und Speyer                | seit 1970 Ortsteil von Gossersweiler-Stein      |
| Gräfenhausen                  | Annweiler         | 466     | Kurpfalz                           | seit 1979 Stadtteil von Annweiler am Trifels    |
| Impflingen                    | Göcklingen        | 500     | Kurpfalz                           |                                                 |
| Leinsweiler                   | Albersweiler      | 400     | Pfalz-Zweibrücken                  |                                                 |
| Lug                           | Schwanheim        | 190     | Kurpfalz und Speyer                |                                                 |
| Oberschlettenbach             | Oberschlettenbach | 202     | Fürst von Leiningen-Dürkheim       |                                                 |
| Queichhambach                 | Annweiler         | 192     | Pfalz-Zweibrücken                  | seit 1972 Stadtteil von Annweiler am Trifels    |
| Ramberg                       | Ramberg           | 800     | Fürst von Löwenstein-Wertheim      |                                                 |
| Rinthal                       | Wilgartswiesen    | 368     | Zweibrücken und Leiningen          | heute Gemeinde Rinnthal                         |
| Schwanheim                    | Schwanheim        | 403     | Kurpfalz und Speyer                |                                                 |
| Siebeldingen                  | Siebeldingen      | 861     | Kurpfalz                           |                                                 |
| Silz                          | Schwanheim        | 385     | Kurpfalz und Speyer                |                                                 |
| Spirkelbach                   | Wilgartswiesen    | 273     | Zweibrücken und Leiningen          |                                                 |
| Stein                         | Schwanheim        | 257     | Kurpfalz und Speyer                | seit 1970 Ortsteil von Gossersweiler-Stein      |
| Völkersweiler                 | Schwanheim        | 230     | Kurpfalz und Speyer                |                                                 |
| Vorderweidenthal              | Oberschlettenbach | 430     | Fürst von Leiningen-Dürkheim       |                                                 |
| Wernersberg                   | Annweiler         | 397     | Pfalz-Zweibrücken                  |                                                 |
| Wilgartswiesen und Hofstätten | Wilgartswiesen    | 732     | Zweibrücken und Leiningen          |                                                 |

Anmerkungen:
1. 1 2 3 4 5 6 7   Amt Landeck, gemeinschaftlicher Besitz des Kurfürstentums Pfalz und des Hochstifts Speyer
2. 1 2 3   Vogtei Falkenburg, gemeinschaftlicher Besitz von Pfalz-Zweibrücken und Leiningen-Dagsburg

## Geschichte
Vor der Besetzung des Linken Rheinufers im Ersten Koalitionskrieg (1794) gehörten die Ortschaften im 1798 eingerichteten Verwaltungsbezirk des Kantons Annweiler zum Kurfürstentum Pfalz sowie zum Herzogtum Pfalz-Zweibrücken einzelne Orte den Leiningern.
Von der französischen Direktorialregierung wurde 1798 die Verwaltung des Linken Rheinufers nach französischem Vorbild reorganisiert und damit u. a. eine Einteilung in Kantone übernommen. Die Kantone waren zugleich Friedensgerichtsbezirke. Der Kanton Annweiler gehörte zum Arrondissement Zweibrücken im Departement Donnersberg. Der Kanton war in neun Mairies und 31 Gemeinden eingeteilt. Um das Jahr 1801 lebten im Kanton 9.549 Einwohner, davon 4.642 Katholiken, 4.758 Protestanten und 149 Juden.
Nachdem im Januar 1814 die Alliierten das Linke Rheinufer wieder in Besitz gebracht hatten, wurde im Februar 1814 das Departement Donnersberg und damit auch der Kanton Annweiler Teil des provisorischen Generalgouvernements Mittelrhein. Nach dem Pariser Frieden vom Mai 1814 wurde dieses Generalgouvernement im Juni 1814 aufgeteilt, das Departement Donnersberg wurde der neu gebildeten Gemeinschaftlichen Landes-Administrations-Kommission zugeordnet, die unter der Verwaltung von Österreich und Bayern stand.

## Bayerischer Kanton Annweiler
Aufgrund der auf dem Wiener Kongress getroffenen Vereinbarungen kam das Gebiet im Juni 1815 zu Österreich. Die gemeinschaftliche österreichisch-bayerische Verwaltung wurde vorerst beibehalten. Zuvor, im Ersten Pariser Frieden vom Mai 1814, hatte Frankreich auch Teile des Departments Niederrhein abgetreten. Dem Kanton Annweiler wurden aus dem Kanton Landau die Gemeinden Eschbach, Waldhambach und Waldrohrbach sowie vom Kanton Kandel die Gemeinde Münchweiler zugeordnet.
Am 14. April 1816 wurde zwischen Österreich und Bayern ein Staatsvertrag geschlossen, in dem ein Austausch verschiedener Staatsgebiete vereinbart wurde. Hierbei wurden die linksrheinischen österreichischen Gebiete zum 1. Mai 1816 an das Königreich Bayern abgetreten.
Der bayerische Kanton Annweiler gehörte im neu geschaffenen Rheinkreis vorläufig noch zu dem aus dem vorherigen Arrondissement gebildeten Bezirk Zweibrücken und kam am 1. August 1816 zum Bezirk Landau. Nach der Untergliederung der Bezirke in Landkommissariate (1818) gehörte der Kanton Annweiler zum Landkommissariat Bergzabern, dem auch der Kanton Bergzabern aus dem Département Bas-Rhin angehörte. In einer 1836 erstellten Statistik zählte der Kanton Annweiler 25 Gemeinden mit einer Bevölkerung von 15.762 Einwohnern, davon 8.127 Katholiken, 7.122 Protestanten, 388 Juden und 125 Mennoniten. 1852 wurde der Kanton Annweiler, so wie alle Kantone in der Pfalz, in eine Distriktsgemeinde umgewandelt.
Zum bayerischen Kanton Annweiler gehörten nach 1817 insgesamt 25 Gemeinden (damalige Schreibweise):
| - Albersweiler - Annweiler und Sarnstall - Bindersbach - Darstein - Dimbach - Dörnbach - Euserthal - Gossersweiler - Grevenhausen | - Lug - Münchweiler - Ober-Schlettenbach - Queich-Hambach - Ramberg - Rinthal - Schwanheim - Spirkelbach - Stein | - Sülz - Völkersweiler - Vorder-Weidenthal - Wald-Hambach - Wald-Rohrbach - Wernersberg - Wilgartswiesen und Hochstätten |